# Дуб черешчатий (Остапівка)
Дуб чере́шчатий — ботанічна пам'ятка природи місцевого значення в Україні. Розташована в межах Миргородського району Полтавської області, на південь від села Остапівка. 
Площа 0,05 га. Статус присвоєно згідно з рішенням облвиконкому від 14.03.1989 року № 75. Перебуває у віданні ДП «Миргородський лісгосп» (Комишнянське л-во, кв. 55, вид. 7). 
Статус присвоєно для збереження одного екземпляра дуба звичайного віком близько 350 років. Обхват дерева на висоті 1,3 м. у 2021 році становив 503 см.

## Галерея

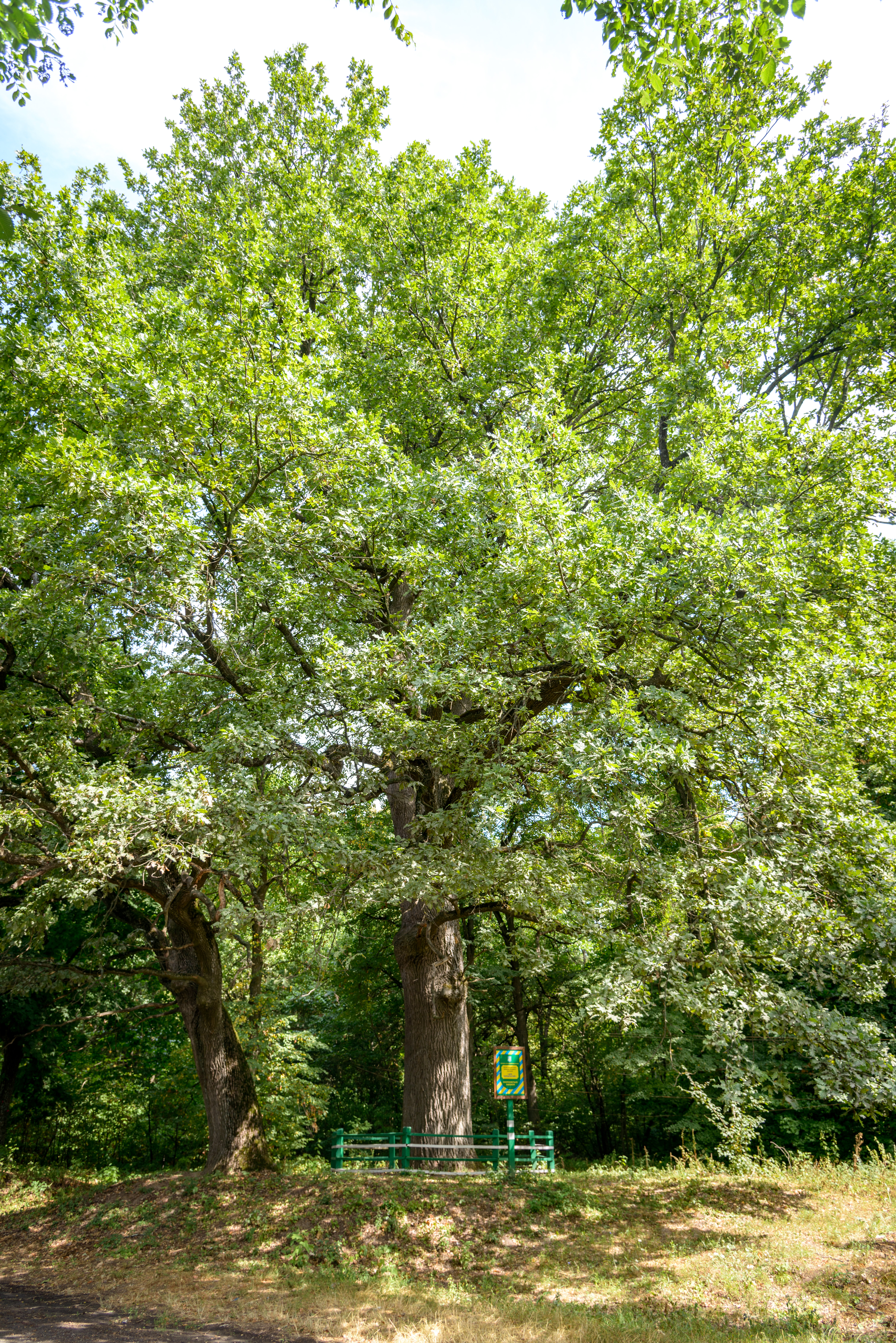
Дуб черешчатий
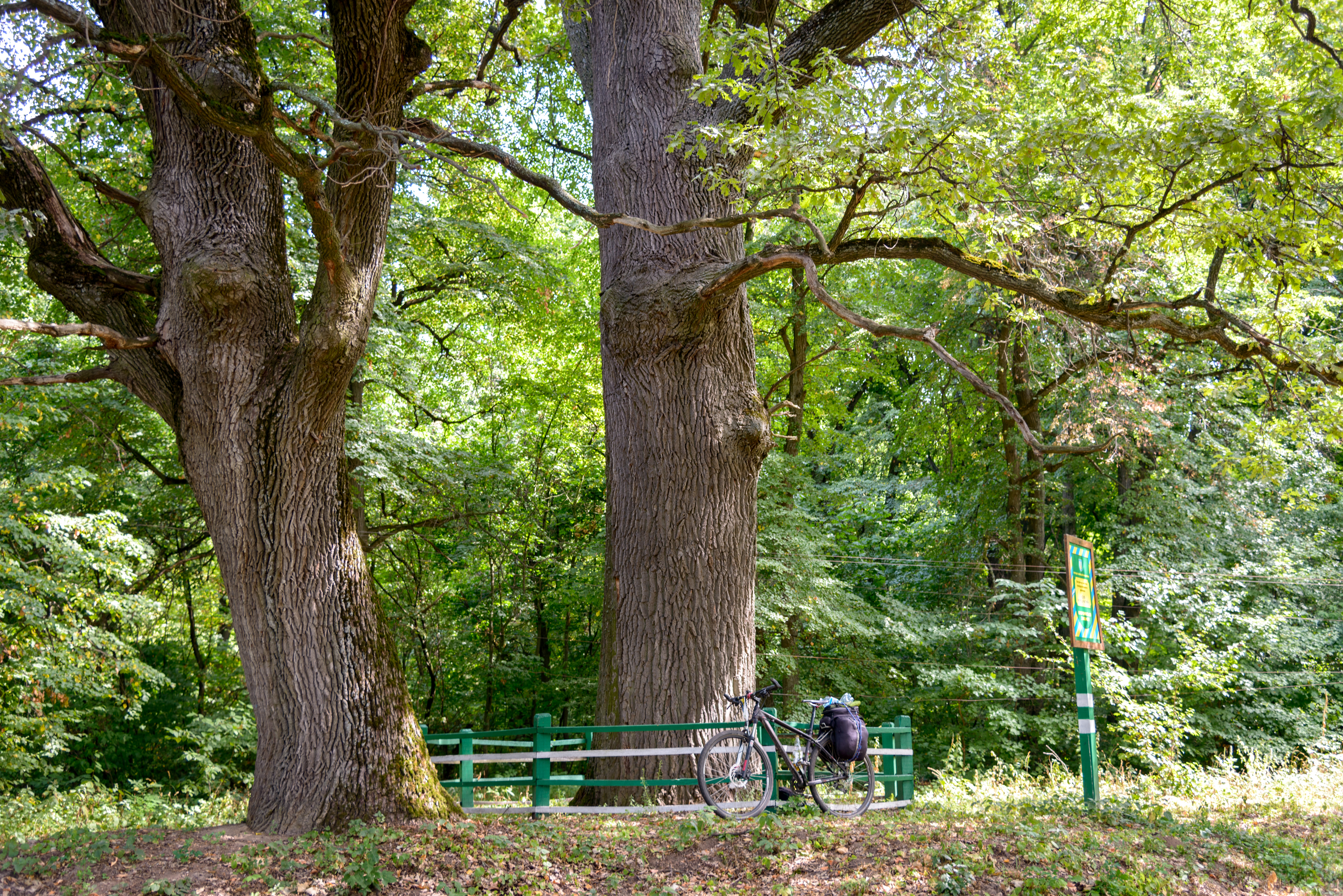
Дуб черешчатий
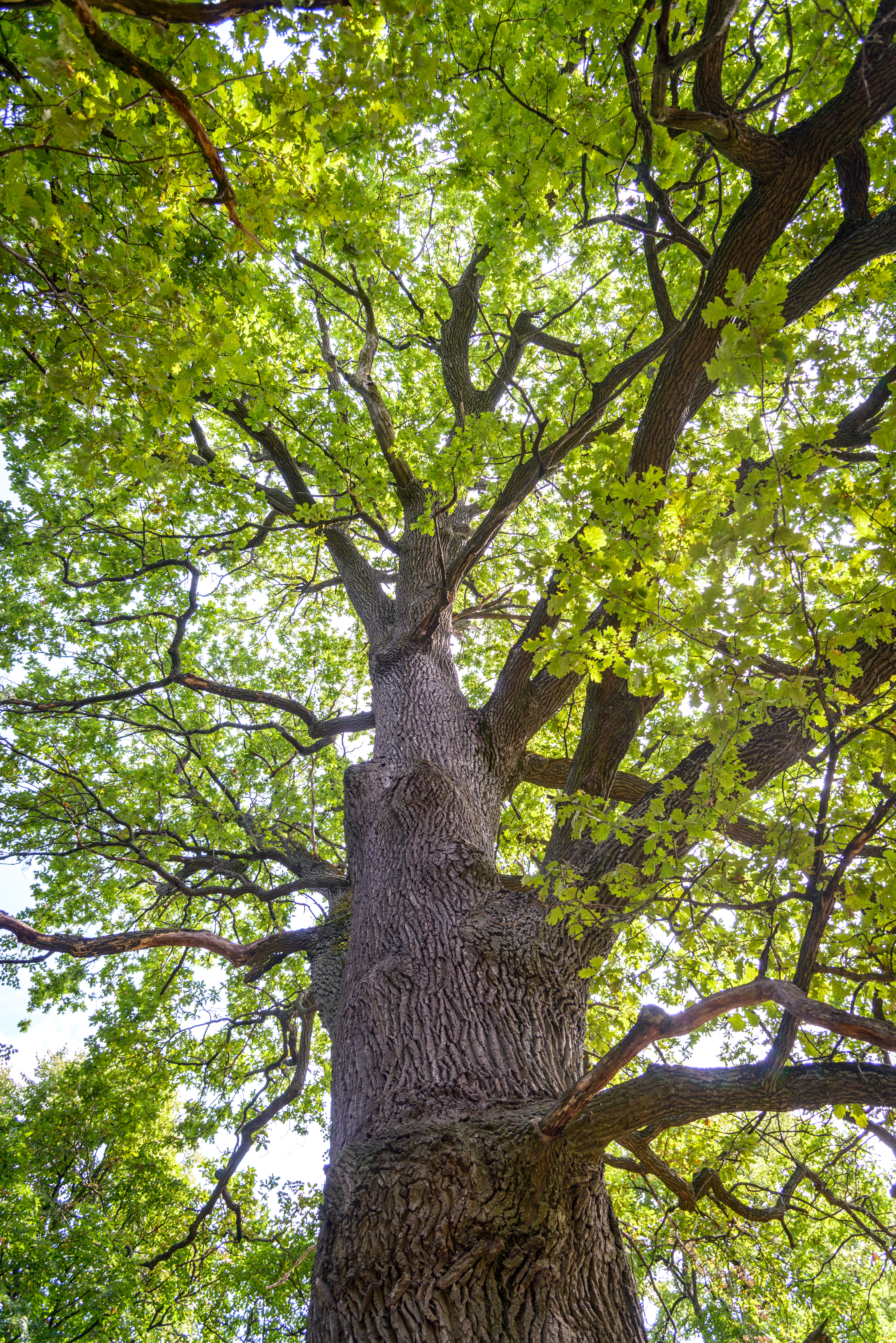
Дуб черешчатий